# Severin
Ne doit pas être confondu avec Severin (patronyme).
Pour les articles homonymes, voir Séverin.
Severin est un village et une municipalité située dans le comitat de Bjelovar-Bilogora, en Croatie. Au recensement de 2001, la municipalité comptait 1 038 habitants, dont 84,97 % de Croates et 8,19 % de Serbes ; le village seul comptait 638 habitants.

## Localités
La municipalité de Severin compte 2 localités : Orovac et Severin.